# والتوپینا
والتوپینا (به ایتالیایی: Valtopina) یک کومونه در ایتالیا است که در استان پروجا واقع شده‌است.

## خصوصیات
والتوپینا ۴۰٫۵ کیلومترمربع مساحت و ۱٬۳۹۹ نفر جمعیت دارد و ۳۶۶ متر بالاتر از سطح دریا واقع شده‌است.